# Gironde-sur-Dropt
 Gironde-sur-Dropt  es una población y comuna francesa, situada en la región de Aquitania, departamento de Gironda, en el distrito de Langon y cantón de Réole.

## Demografía
| 1083 | 1103 | 1133 | 1072 | 1091 | 1105 |
| Para los censos de 1962 a 1999 la población legal corresponde a la población sin duplicidades (Fuente: INSEE [Consultar]) |      |      |      |      |      |